# Willie Ormond
William 'Willie' Esplin Ormond OBE (Falkirk, 1927. február 23. – Musselburgh, 1984. május 4.) skót labdarúgó-középpályás, edző.
A skót válogatott tagjaként részt vett az 1954-es labdarúgó-világbajnokságon, 1974-ben pedig szövetségi kapitányként irányított.
Testvérei, Gibby Ormond és Bert Ormond is labdarúgók voltak. Utóbbi Új-Zélandra emigrált, és az óceániai ország válogatottjában szerepelt. Bert fiai, Iain Ormond és Duncan Ormond, illetve unokája, Vicki Ormond is szerepeltek a válogatottban.